# ردپای گرگ
ردپای گرگ فیلمی ایرانی به کارگردانی و نویسندگی مسعود کیمیایی است. ردپای گرگ هفدهمین فیلم کیمیایی، محصول هدایت‌فیلم است که در سال ۱۳۷۰ به تهیه‌کنندگی مرتضی شایسته ساخته شد.
این فیلم پس از حدود یک‌سال و نیم از نمایش نخستش در یازدهمین دوره جشنواره بین‌المللی فیلم فجر در سال ۱۳۷۱، از ۱۶ شهریور ۱۳۷۳ در حالی روی پرده رفت که بخش‌هایی از فیلم سانسور شده بود. 

## داستان
رضا توسط دوست دورهٔ جوانی اش صادق خان به تهران دعوت می‌شود. بیست سال پیش، رضا سه روز قبل از عروسی با طلعت به زندان افتاده و پس از آزادی در شوشتر مانده است. رضا پس از ورود به تهران به دست چند مرد زخمی می‌شود و خود را به محل کار طلعت در یک خیاط خانه می‌رساند، و طلعت و دخترش نگین را ملاقات می‌کند. نگین که پرستار است زخم او را می‌بندد. طلعت می‌داند که دعوت صادق خان از رضا دامی است تا رضا را از پا درآورند. صادق خان در یک گروه شرکت‌های تجاری با همکاران خود دچار مشکل شده است. آنها به دنبال سوابق صادق خان هستند. رضا نه فقط از زندگی گذشتهٔ صادق خان مطلع است بلکه عامل اجرای خلاف‌های او نیز بوده است. رضا که خود را درگیر این دسیسه می‌بیند درمی یابد که صادق خان مسبب سال‌ها محکومیتش بوده است. او در شب عروسی پسر صادق خان وارد مجلس جشن می‌شود و صادق خان را از پا درمی‌آورد و پس از آن با طلعت و نگین و نامزد او داریوش، از محل حادثه دور می‌شود.

## بازیگران
اسامی بازیگران فیلم ردپای گرگ به ترتیب نمایش در عنوان‌بندی پایانی فیلم :
- فرامرز قریبیان در نقش رضا
- گلچهره سجادیه در نقش طلعت
- نیکی کریمی در نقش نگین
- منوچهر حامدی در نقش صادق خان
- سعید پیردوست در نقش مرد نابینا
- پروین فراهانی در نقش همسر صادق خان
- امیرحسین خان شهری در نقش ناصر
- علیرضا ریاحی در نقش داریوش
- کامران باختر در نقش آدم صادق خان
- عباس قاجار در نقش آدم صادق خان
- محمدولی احمدلو در نقش آدم صادق خان
- حسن ملکی در نقش حسابدار هتل
- اصغر رحمانی در نقش حمید
- مرجان رضاخانی در نقش عروس صادق خان
- محمود طبسی در نقش تعمیرکار
- ذبیح‌الله ارشدی در نقش کارگر شهرداری
- اصغر ادیب در نقش نوازنده تار
- سیامک اشعریون در نقش عکاس
- کارن همایون‌فر در نقش نوازنده پیانو
- پوران صحت‌بخش در نقش مسافر اتوبوس
- جلال مقدم در نقش آقا تهرانی

## نمایش فیلم
مسعود کیمیایی ردپای گرگ را در زمستان سال ۱۳۷۰ ساخت که برای نمایش عمومی دچار ممیزی شد. این فیلم پس از نمایش در یازدهمین دوره جشنواره بین‌المللی فیلم فجر  در بهمن ۱۳۷۱، به مدت ۲ سال در صف اکران ماند. ردپای گرگ در نهایت در ۱۶ شهریور سال ۱۳۷۳ در سینماهای ایران به روی پرده رفت و نزدیک به ۵۶۲ هزار بیننده را جذب سالن‌های نمایش کرد و در جایگاه ۲۸ جدول پرتماشاگرترین فیلم‌های سال ۱۳۷۳ قرار گرفت .

## عوامل فیلم
گروه کارگردانی
- کارگردان: مسعود كیمیایی
- دستیار اول کارگردان: نصرت کریمی
- دستیار دوم کارگردان: امیرهوشنگ دانایی
- دستیاران کارگردان: خشایار شهریاری، آرش زینی، پیمان سنماری
- منشی صحنه: سامان مقدم
- مدیر روابط عمومی:  پروانه اندک‌رنج

گروه تهیه و تولید
- تهیه کننده: مرتضی شایسته
- مدیر تولید: یونس صباحی

گروه فیلمبرداری
- مدیر فیلمبرداری: محمود كلاری
- دستیار اول فیلمبردار: شهریار اسدی
- دستیاران فیلمبرداری: عباد به‌افروز،‌ بهزاد دورانی، عبدالرضا قبادی، منصور ظهوری
- عکاس: عزیز ساعتی
- جلوه‌های ویژه: محمدرضا شرف‌الدین

گروه صحنه و لباس
- طراح صحنه، دکور و لباس: مسعود كیمیایی
- مجریان دکور: اصغر رحمانی، عباس عوایدی

تدوین: مهدی رجاییان
گروه صدا
- صداگذاری و میکس: روبیک منصوری
- صدابردار صحنه: محمود سماک‌باشی
- دستیار صدابردار: یدالله نجفی (نجف مقدم)
- امور فنی صدا: استودیو فیلمکار

گروه چهره پردازی
- طراح چهره پردازی: جلال‌الدین معیریان
- چهره پردازان: فائزه افشار و حسن عباسی

گروه موسیقی
- آهنگساز: فریبرز لاچینی
- نوازنده ترومپت: منوچهر بیگدلی

گروه تدارکات
- مدیر تدارکات: مجتبی محمود عربی

- تدارکات: محمدابراهیم نجاتی، محمدرضا فیضی، امیر سوقیان و حسین احدی

گروه لابراتوار
- لابراتوار: شرکت فیلمساز
- تصحیح رنگ (اتالوناژ): علی نجفی
- برش نگاتیو: ناصر انصاری و اکبر کرمی
- تیتراژ: اسدالله مجیدی

## جشنواره‌ها و جوایز
فیلم ردپای گرگ برنده یک جایزه و نامزد دو جایزه از یازدهمین دوره جشنواره بین‌المللی فیلم فجر در سال ۱۳۷۱ شد:
- برنده سیمرغ بلورین بهترین تدوین برای مهدی رجاییان
- نامزد سیمرغ بلورین بهترین بازیگر نقش اول مرد برای فرامرز قریبیان
- نامزد سیمرغ بلورین بهترین فیلم‌برداری برای محمود کلاری
- نامزد سیمرغ بلورین بهترین صدابرداری برای یدالله نجفی و محمود سماک‌باشی

فیلم ردپای گرگ به چندین جشنواره‌ی خارجی ارایه شد ولی موفق به ورود به بخش مسابقه یا نمایش در آن جشنواره‌ها نشد. از آن جمله می‌توان ۴۸مین جشنواره فیلم ونیز در سال ۱۳۷۰ (۱۹۹۱)، ۲۸مین جشنواره بین المللی فیلم شیكاگو در سال ۱۳۷۱، ۲۱مین جشنواره بین المللی فیلم رتردام در سال ۱۳۷۱ و ۲۲مین جشنواره بین المللی فیلم سه قاره نانت در سال  ۱۳۷۹ اشاره کرد

## حواشی فیلم
در مصاحبه‌ حسین دهباشی با مسعود کیمیایی در ۵ دیماه ۱۳۹۵، در دهمین برنامه‌ی خشت خام (تاریخ شفاهی) موارد اصلاحی فیلم ردپای گرگ که از سوی وزارت ارشاد تعیین شده بود، از روی سربرگ وزارت ارشاد به شرح زیر عنوان شد:

- خنده‌های اولیه در فیلم کم شود، که فیلم را جلف نکند.
- عبارت «طلعت، زودتر یک پسر تو بغل بگذار» حذف شود.
- نگاه‌های زننده‌ای وجود دارد که حذف شود
- صحنه حمام مختصر شود.
- یک دو جا،‌ زن رضا در خیال اوست و حرکات جلف حذف شود.
- در ترمینال موزیک خیلی بدی دارد، خیلی کم شود.
- در مکالمه تلفنی صادق و رضا این عبارت " این روزها روز هفت تیر و کلت است" نشانه عدم امنیت است، حذف شود.